# Balanophis ceylonensis
Balanophis ceylonensis е вид змия от семейство Смокообразни (Colubridae). Видът е почти застрашен от изчезване.

## Разпространение
Разпространен е в Шри Ланка.